# Парламент Мадагаскару
Парламент Мадагаскару — двопалатний законодавчий орган Мадагаскару.

## Склад
Сучасний парламент складається з двох палат: сенату та національної асамблеї.

### Сенат Мадагаскару
Сенат (малаг. Antenimieran-Doholona, фр. Sénat) — верхня палата. До його складу входить 33 депутати. Одинадцять з них призначає президент, а решта обирається від кожного з 22 регіонів (малаг. faritrafaritra) країни.
Під час існування першої республіки (1958—1975) сенат мав менші повноваження, ніж національна асамблея, наприклад, він не міг висловлювати вотум недовіри уряду, це могла робити лише національна асамблея.
Під час існування другої республіки (1975—1993) сенат був розпущений і в країні діяв однопалатний парламент, котрий складався лише з національної асамблеї.
Під час існування третьої республіки (з 1993) сенат був відновлений, проте, як і за часів першої республіки він не може розпускати уряд.

### Національна асамблея
Національна Асамблея (малаг. Antenimieram-Pirenena, фр. Assemblée Nationale) — нижня палата двопалатного парламенту Мадагаскару. Складається зі 160 депутатів.